# Ronald Read
Ronald James Read (23 de octubre de 1921-2 de junio de 2014) fue un filántropo, inversor, conserje y dependiente de gasolinera estadounidense. Read creció en Dummerston, Vermont, en un hogar agrícola empobrecido. Caminó o hizo autostop 4 mi (6,4 km) diariamente a su escuela secundaria y fue el primer graduado de la escuela secundaria en su familia. Se alistó en el Ejército de los Estados Unidos durante la Segunda Guerra Mundial, sirviendo en Italia como policía militar. Tras una baja honorable del ejército en 1945, Read regresó a Brattleboro, Vermont, donde trabajó como encargado de una estación de servicio y mecánico durante unos 25 años. Read se jubiló durante un año y luego aceptó un trabajo de conserje a tiempo parcial en J. C. Penney, donde trabajó durante 17 años hasta 1997.
Read murió en 2014. Recibió cobertura mediática en numerosos periódicos y revistas después de legar 1,2 millones de dólares a la Biblioteca Brooks Memorial y 4,8 millones de dólares al Hospital Brattleboro Memorial. Read amasó una fortuna de casi 8 millones de dólares invirtiendo en acciones que producían dividendos, evitando las acciones de empresas que no entendía, como las tecnológicas, viviendo frugalmente y siendo un inversor de compra y retención en una cartera diversificada de acciones con una fuerte concentración. en empresas de primera línea.

## Primeros años de vida y carrera

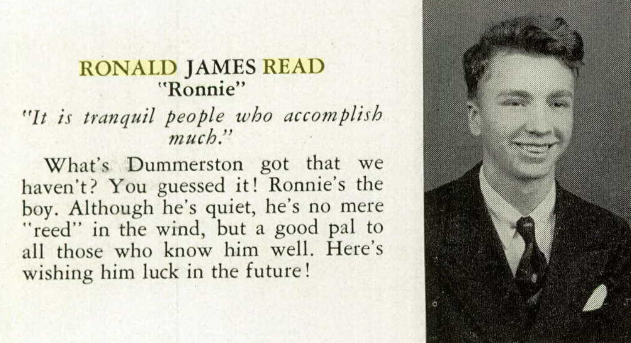
Ronald James en el anuario de la escuela secundaria Brattleboro de 1940.

Read nació el 23 de octubre de 1921, hijo de George y Florence Ray Read, en una familia indigente que administraba una granja. Se crio en Dummerston, Vermont, en una casa extremadamente pequeña. Para viajar a la escuela secundaria, diariamente caminaba y hacía autoestop 4 mi (6,4 km) hasta Brattleboro. Read se graduó de Brattleboro High School en 1940, y fue el primer graduado de la escuela secundaria en su familia. Tenía un hermano mayor, Frank. Durante la Segunda Guerra Mundial, se alistó en el ejército de los Estados Unidos, y fue enviado a África del Norte, Italia y el frente del Océano Pacífico. En Italia trabajó como policía militar. Alcanzó el grado de técnico de quinto grado del Ejército. Justo antes de la Navidad de 1945, terminó su despliegue, fue dado de baja con honores y viajó de regreso a Brattleboro.
Read trabajó durante casi un cuarto de siglo como asistente y mecánico en la estación de servicio Haviland's, una gasolinera que él y su hermano mayor, Fred, luego compraron y vendieron al jubilarse. Se jubiló en 1979, que duró un año. Luego trabajó a tiempo parcial en J. C. Penney, donde realizó trabajos de limpieza y mantenimiento, antes de jubilarse en 1997 después de trabajar allí durante 17 años.

## Vida personal
Read conoció a su futura esposa, Barbara March, en la estación de servicio Haviland's cuando ella era cliente y él trabajaba como encargado de una gasolinera. March tuvo dos hijos adolescentes, incluido Phillip Brown, que estaba en la universidad cuando Read y March se casaron en 1960. Read compró por 12 000 dólares una casa donde vivía con su esposa e hijastros. Financió la educación universitaria de sus hijastros. Su esposa murió en 1970 de cáncer, y él no se volvió a casar.
Los pasatiempos de Read incluían cortar leña, coleccionar sellos y monedas. Con frecuencia conducía su automóvil a la granja de su familia y almacenaba allí la leña que cortaba, y buscaba ramas de árboles en el suelo para usarlas en la estufa de leña de su casa. Read frecuentada con frecuencia la cafetería del Brattleboro Memorial Hospital, para tomar una taza de café y desayunar un muffin inglés con mantequilla de maní. Después de que la cafetería cerró, comenzó a desayunar en Friendly's. Read conoció al director de desarrollo del hospital, quien le sugirió que visitara la biblioteca y lo ayudó a conseguir su primera tarjeta de biblioteca en 2007. Visitaba regularmente la biblioteca para devolver una pila de libros y sacar otra pila.

## Inversión y frugalidad
Juliana LaBianca de Reader's Digest dijo que Read era «un obrero con una inteligencia de primera». The Wall Street Journal señaló que su compra de aproximadamente 2380 dólares de 39 acciones de Pacific Gas and Electric Company el 13 de enero de 1959, aumentó a 10 735 dólares cuando murió. Read compró muchas acciones de The J.M. Smucker Company, CVS Health y Johnson & Johnson y mantuvo a largo plazo varias empresas de primera línea, incluidas Procter & Gamble, JPMorgan Chase, General Electric y Dow Chemical Company. Se centró en empresas que pagaban generosos dividendos, que reinvertiría en la compra de acciones adicionales. No invirtió en empresas de tecnología ni en las acciones du jour porque se concentró en gran medida en empresas que conocía. Cuando murió, tenía no menos de 95 acciones que estaban diversificadas en muchas industrias como la atención médica, las telecomunicaciones, los servicios públicos, el transporte ferroviario, los bancos y los bienes de consumo. Aunque poseía acciones de Lehman Brothers cuando ésta quebró en 2008, la quiebra afectó mínimamente sus rendimientos porque sus inversiones estaban diversificadas. En una caja de seguridad en su banco, Read almacenó sus certificados de acciones, que cuando se apilaban alcanzaban cinco pulgadas de alto. Para mantenerse actualizado sobre sus inversiones, confió en The Wall Street Journal, Barron's y la biblioteca pública cercana. Read leía The Wall Street Journal diariamente.
Sus vecinos, familiares y amigos no sabían la magnitud del dinero que había acumulado. Read usó un imperdible en su deshilachada chaqueta de mezclilla color caqui para poder seguir usándola y se puso camisas de franela gastadas. Era un cliente habitual de Friendly's, donde una vez un cliente pagó su comida porque pensó que Read no podía pagarla. Era dueño de un Toyota Yaris 2007 usado, que la abogada de Read, Laurie Rowell, dijo que a pesar de ser millonario, cada vez que lo visitaba, estacionaba en los espacios de estacionamiento más alejados que no tenían parquímetros.
Escribiendo en The Boston Globe, Nik DeCosta-Klipa llamó a Read «el epítome de la frugalidad yanqui, según quienes lo conocieron». A pesar del salario limitado de su empleo, pudo amasar una fortuna sustancial comprando acciones. Barry Ritholtz de The Washington Post elogió a Read y escribió: «Cómo un hombre de medios modestos acumuló tanta riqueza contiene lecciones ejemplares para el ahorro que se aplican a todos nosotros». Señaló que se pueden aprender lecciones de la experiencia de Read: «Pero también hay una advertencia sobre el reconocimiento del valor de su tiempo finito aquí en la Tierra. Quizás aprender a disfrutar la vida mientras pueda sea parte de esa ecuación». The Wall Street Journal dijo: «Además de ser un buen seleccionador de acciones, mostró una notable frugalidad y paciencia, lo que le proporcionó muchos años de crecimiento compuesto». Refiriéndose al libro de Thomas J. Stanley de 1996 The Millionaire Next Door, el columnista de Los Angeles Times,  Michael Hiltzik, descubrió que Read era «un jubilado de Vermont que parecía ser uno de los emblemáticos millonarios secretos de Stanley».

## Muerte y legado
Cuando la salud de Read se deterioró, el Brattleboro Memorial Hospital lo atendió. Murió allí el 2 de junio de 2014, a los 92 años. Read era viudo y le sobrevivieron dos hijastros, Philip Brown y Bonnie Brown. Su funeral se llevó a cabo con honores militares y fue enterrado en el cementerio Meeting House Hill.
Su patrimonio ascendía a casi 8 millones de dólares, gran parte del cual estaba en acciones. Legó 2 millones de dólares a sus hijastros, cuidadores y amigos. Donó 4,8 millones de dólares al Brattleboro Memorial Hospital y 1,2 millones de dólares a la Brooks Memorial Library,  que en ese momento tenía un presupuesto de 600 000 dólares y una dotación de 600 000 dólares y se vio afectada por la restricción del presupuesto local como otras bibliotecas del estado. Ambos legados fueron las mayores donaciones que habían recibido las instituciones. Read también regaló un fonógrafo histórico y una colección de tambores a la Sociedad Histórica de Dummerston. La noticia de sus donaciones apareció en numerosos periódicos y revistas.
En 2022 se inauguró una ampliación de 22,7 millones de dólares del Brattleboro Memorial Hospital, denominada Ronald Read Pavilion y parcialmente financiada por la donación de Read.